# Suhoj Su-35BM
Suhoj Su-35BM višenamjenski je borbeni lovac "teže klase" s mogućnošću velikog dometa. Lovac je poboljšana inačica modela Su-27M/Su-35 te se smatra lovcem 4.++ generacije. Međutim, jer proizvođač Suhoj u ovaj lovac nije ugradio AESA radar, prema američkoj klasifikaciji, Su-35BM spada u 4. generaciju lovaca.
Lovac je široj javnosti predstavljen na tradicionalnom ruskom MAKS Airshowu 2007. godine.

## Razvoj

### Razlike od Su-27M/Su-35
Jedna od najvećih razlika Suhoja Su-35BM od lovca Su-27M/Su-35 je što je na modelu BM uklonjen kanard, kojeg primjerice koriste Eurofighter Typhoon ili Dassault Rafale. Ipak, zrakoplov ima mogućnost, poput lovaca iz serije Su-30 za naknadnom instalacijom kanarda.
Novi dizajn i struktura zrakoplova omogućuju smanjenje radatskog poprečnog presjeka. Kao motori koriste se poboljšani Saturn 117S turbofen motori. U lovac je ugrađena i sonda za punjenje lovca gorivom tokom leta.

### Elektronika
Osim jasne fizičke razlike, avionika lovca Su-35BM značajno je poboljšana, te je u potpunosti ruskog podrijetla. U elektroniku zrakoplova uključen je i radarski sustav N035 Irbis (PESA radar) koji omogućuje pasivno elektroničko skeniranje. Također, na repu lovca dodatno je montiran radar. U kasnijoj proizvodnji lovaca, kao stražnji radar koristit će se IRBIS-E radar, koji je poboljšana verzija prijašnjeg N035 radara, s većom vršnom snagom i boljim ECM karakteristikama.
Za vlastitu elektroničku samoobranu i elektroničko ratovanje, lovac koristi L175M Khibiny-M sustav. Kasnija proizvodnja uključivat će Irbis-E radar s većim mogućnostima pretraživanja.
Kokpit je redizajniran, te se u njemu nalaze dva LCD zaslona kojima se pilot koristi, kao i kompatibilnom kacigom koja mu prenosi vizualne informacije. Zrakoplov koristi i software koji je kompatibilan s novim sustavom oružja.
U naprednu elektroniku kojom je opremljen ovaj zrakoplov, spada i sustav za ciljanje mete na velikoj udaljenosti, data-link velikih mogućnosti i elektronički sustav za izviđanje.
Ugrađen je i laganiji sustav za kontrolu leta kao i GLONASS radijski sustav satelitske navigacije.
Su-35BM smatra se lovcem 4++ generacije dok pojedini eksperti smatraju da avion ima karakteristike zbog kojih se može smatrati lovcem 5. generacije, poput F-22 Raptora.

## Nesreća
14. travnja 2009. prototip lovca Su-35BM srušio se tijekom testiranja velikih brzina. Pilot je ostao neozlijeđen, nakon što se katapultirao iz aviona. Prema informacijama iz Suhoja, lovcu su otkazale kočnice prilikom slijetanja. To je uzrokovalo da se lovac velikom brzinom približio slijetnoj pisti, dok je istodobno lijevi motor zahvatila vatra.

## Korisnici
Rusija: Su-35BM predstavljen je na MAKS Airshowu 18. kolovoza 2007. Također, tokom tog aeromitinga, ruske zračne snage potpisale su ugovor s tvrtkom Suhoj o narudžbi 48 Su-35S lovaca do 2015., zajedno s 12 Su-27SM i 4 Su-30M2 zrakoplova. Ta narudžba predstavlja prvu narudžbu i kupnju Su-35 lovaca.
U studenom 2009. Suhoj je započeo s provođenjem potpisanog ugovora s Rusijom te započeo s izradom zrakoplova koji će biti dostavljeni 2010. godine.
 Venezuela: za potrebe vlastitih zračnih snaga, Venezuela je naručila 24 Su-35 lovaca.

## Tehničke karakteristike
Izvori podataka: KNAAPO.ru MAKS Airshow 2007 Aviapedia
Osnovne karakteristike
- posada: 1
- dužina: 21.9 m
- raspon krila: 15.3 m
- površina krila: 62 m²
- visina: 5.9 m

Letne karakteristike
- najveća brzina: 2.25 Macha (2.390 km/h, 1.500 mph)
- dolet: 4.500 km
  - borbeni dolet: 3.600 km
- brzina penjanja: oko 280 m/sek. (oko 55.100 stopa/sek.)
- najveća visina leta: 18.000 m
- specifično opterećenje krila: 408 kg/m²
- motor: 2× Saturn 117S/AL-41F1A turbofen motor

Naoružanje
- naoružanje:
- Top: 30 mm GSh-301, 150 metaka
- Nosač oružja: 
ukupno 12 nosača na koja se mogu montirati rakete, bombe i projektili (zrak-zrak, zrak-zemlja).
Maksimalna nosivost je 8.000 kg.
- Projektili:
  - AA-10 Alamo: R-27R, R-27ER, R-27T, R-27ET, R-27EP
  - AA-12 Adder: R-77, R-77M1, R-77T
  - AA-11 Archer: R-73E, R-73M, R-74M
  - AS-17 Krypton: Kh-31A, Kh-31P (protu-radijacijski projektil)
  - AS-20: Kh-59
  - AS-14 Kedge: Kh-29T, Kh-29L
- Bombe:
  - KAB-500 laserski navođena bomba
  - KAB-1500 laserski navođena bomba
  - LGB-250 laserski navođena bomba
  - FAB-250 nenavođena bomba (250 kg)
  - FAB-500 nenavođena bomba (500 kg)
- Rakete:
  - S-25LD laserski navođena raketa
  - S-250 nenavođena raketa
  - B-8 nenavođena raketa
  - B-13 nenavođena raketa
- defanzivne mjere: Irbis-E pasivni radar

## Galerija slika
- Su-35BM na MAKS Airshowu 2009.

## Vidjeti također
Povezani zrakoplovi
- Suhoj Su-30MKI
- Suhoj Su-35
- Suhoj Su-37

Usporedivi zrakoplovi
- F/A-18E/F Super Hornet
- Eurofighter Typhoon
- Dassault Rafale

## Vanjske poveznice
- Su-35 na Sukhoi.org  Arhivirana inačica izvorne stranice od 30. ožujka 2016. (Wayback Machine)
- Slike kokpita Su-35BM